# 1221.
◄ | 12. stoljeće | 13. stoljeće | 14. stoljeće | ►
◄ | 1190-ih | 1200-ih | 1210-ih | 1220-ih | 1230-ih | 1240-ih | 1250-ih | ►
◄◄ | ◄ | 1218. | 1219. | 1220. | 1221. | 1222. | 1223. | 1224. | ► | ►►
Arhitektura • Astronomija • Glazba • Knjige • Književnost • Kršćanstvo • Medicina • Pravo • Promet • Znanost

## Događaji
- Ivan III. Duka Vatac postaje nicejski car

## Rođenja
- 23. studenoga – Alfons X. Mudri, kralj Kastilje, Leóna i Galicije († 1284.)

## Smrti
- 6. kolovoza – Sveti Dominik Guzman, svetac, utemeljitelj dominikanskog reda (*oko 1171.)
- studeni - Teodor I. Laskaris, nicejski car

## Vanjske poveznice
|  | Zajednički poslužitelj ima još gradiva o temi 1221. |